# American Interior
American Interior je čtvrté sólové studiové album velšského hudebníka Gruffa Rhyse. Vydalo jej dne 5. května 2014 hudební vydavatelství Turnstile Records a na jeho produkci se spolu s Rhysem podílel Ali Chant. Jde o konceptuální album věnované životu cestovatele Johna Evanse. Stejnému tématu se rovněž věnuje kniha, film a aplikace pro Android, které jsou rovněž Rhysovým dílem. Album bylo nominováno na Welsh Music Prize.

## Seznam skladeb
| Pořadí | Název                       | Délka |
| ------ | --------------------------- | ----- |
| 1.     | American Exterior           | 0:28  |
| 2.     | American Interior           | 3:16  |
| 3.     | 100 Unread Messages         | 4:32  |
| 4.     | The Whether (Or Not)        | 3:36  |
| 5.     | The Last Conquistador       | 3:58  |
| 6.     | Lost Tribes                 | 3:01  |
| 7.     | Liberty (Is Where We'll Be) | 4:54  |
| 8.     | Allweddellau Allweddol      | 4:02  |
| 9.     | The Swamp                   | 4:12  |
| 10.    | Iolo                        | 3:49  |
| 11.    | Walk Into the Wilderness    | 3:49  |
| 12.    | Year of the Dog             | 3:30  |
| 13.    | Tiger's Tale                | 3:11  |

## Obsazení
- Gruff Rhys – zpěv, kytara, baskytara, perkuse, klávesy, syntezátory
- Ali Chant – tympány
- Gruff ab Arwel – aranžmá smyčců
- Kliph Scurlock – bicí
- Chris Walmsley – bicí
- Osian Gwynedd – klavír
- Jonathan Thomas – baskytara
- Alun Tan Lan – kytara, mandolína
- Lisa Jen Brown – doprovodné vokály
- Mari Morgan – housle
- Francesca Simmons – housle
- Rebecca Homer – viola
- Elen Ifan – violoncello
- Maggie Bjorklund – pedálová steel kytara